# Xanadu (soundtrack)
Xanadu je soundtrack istoimenskega filma iz 1980, ki so ga posneli Olivia Newton-John in skupina Electric Light Orchestra (ELO). Izšel je novembra 1980 pri založbi Jet Records v Združenem kraljestvu in pri založbi MCA Records v ZDA. Prva stran originalne LP plošče je vsebovala skladbe Olivie Newton-John, druga stran pa skladbe ELO. Leta 2008 je bil album digitalno remasteriziran in je kot bonus zgoščenka izšel skupaj s filmsko izdajo na DVD-ju pod naslovom Xanadu - Magical Musical Edition.
Čeprav je bil film kritično in komercialno neuspešen, je soundtrack prejel pozitivne kritike in prejel dvojni platinasti certifikat v ZDA in Kanadi. Hit singla »Magic« in »Xanadu« sta se uvrstila na vrh lestvic v ZDA, Združenem kraljestvu, Italiji in na Nizozemskem. Xanadu je bil 5. najpopularnejši ameriški soundtrack leta 1981.

## Ozadje
Prva stran albuma vsebuje skladbe, ki jih je posnela Olivia Newton-John, napisal pa jih je njen dolgoletni producent, John Farrar. Skladbe z druge strani je posnela in ustvarila skupina ELO. Naslovno skladbo so izvedli ELO in Olivia Newton-John.
Pri snemanju skladb s strani 1 so sodelovali tudi Cliff Richard, The Tubes in Gene Kelly.
V času izdaje albuma, je imela Newton-Johnova sklenjeno pogodbo z MCA Records, ELO pa so imeli pogodbo z Jet Records. Album je zato v ZDA in Kanadi izšel pri založbi MCA Records, drugje po svetu pa pri založbi Jet Records.

## Seznam skladb
Vse pesmi je napisal in uglasbil John Farrar.
| Stran 1 (Olivia Newton-John) | Stran 1 (Olivia Newton-John)                           | Stran 1 (Olivia Newton-John) |
| Št.                          | Naslov                                                 | Dolžina                      |
| ---------------------------- | ------------------------------------------------------ | ---------------------------- |
| 1.                           | „Magic‟                                                | 4:31                         |
| 2.                           | „Suddenly‟ (duet s Cliffom Richardom)                  | 4:02                         |
| 3.                           | „Dancin'‟ (duet z The Tubes)                           | 5:17                         |
| 4.                           | „Suspended in Time‟                                    | 3:55                         |
| 5.                           | „Whenever You're Away from Me‟ (duet z Genom Kellyjem) | 4:22                         |

Vse pesmi je napisal in uglasbil Jeff Lynne.
| Stran 2 (Electric Light Orchestra) | Stran 2 (Electric Light Orchestra)   | Stran 2 (Electric Light Orchestra) |
| Št.                                | Naslov                               | Dolžina                            |
| ---------------------------------- | ------------------------------------ | ---------------------------------- |
| 1.                                 | „I'm Alive‟                          | 3:46                               |
| 2.                                 | „The Fall‟                           | 3:34                               |
| 3.                                 | „Don't Walk Away‟                    | 4:48                               |
| 4.                                 | „All Over the World‟                 | 4:04                               |
| 5.                                 | „Xanadu‟ (duet z Olivio Newton-John) | 3:28                               |

| B-strani | B-strani                                                                                      | B-strani |
| Št.      | Naslov                                                                                        | Dolžina  |
| -------- | --------------------------------------------------------------------------------------------- | -------- |
| 1.       | „Fool Country‟ (Olivia Newton-John, B-stran singla »Magic«)                                   | 2:29     |
| 2.       | „Drum Dreams‟ (Electric Light Orchestra, B-stran singlov »I'm Alive« in »All Over the World«) | 3:06     |
| 3.       | „You Made Me Love You‟ (Olivia Newton-John, B-stran singla »Suddenly«)                        | 3:05     |

## Lestvice in certifikati
| Lestvica (1976–78)                   | Najvišja uvrstitev |
| ------------------------------------ | ------------------ |
| Avstralija (Kent Music Report)       | 1                  |
| Avstrija (Ö3 Austria)                | 1                  |
| Kanada (RPM)                         | 4                  |
| Nizozemska (MegaCharts)              | 1                  |
| Nova Zelandija (RMNZ)                | 8                  |
| Norveška (VG-lista)                  | 1                  |
| Švedska (Sverigetopplistan)          | 1                  |
| Zahodna Nemčija (Offizielle Top 100) | 1                  |
| ZDA (Billboard 200)                  | 4                  |
| ZDA (CashBox)                        | 1                  |
| ZDA (Record World)                   | 1                  |
| Združeno kraljestvo (OCC)            | 2                  |

| Regija                    | Certifikat   | Prodaja   |
| ------------------------- | ------------ | --------- |
| Hongkong (IFPI Hong Kong) | Platinast    | 20,000    |
| Kanada (Music Canada)     | 2x platinast | 200,000   |
| Nemčija (BVMI)            | Zlat         | 250,000   |
| Nova Zelandija (RMNZ)     | Platinast    | 15,000    |
| ZDA (RIAA)                | 2x Platinast | 2,000,000 |
| Združeno kraljestvo (BPI) | Zlat         | 100,000   |

### Singli
| Naslov                                             | Leto | Najvišja uvrstitev | Najvišja uvrstitev | Najvišja uvrstitev | Najvišja uvrstitev | Najvišja uvrstitev | Najvišja uvrstitev | Najvišja uvrstitev | Najvišja uvrstitev | Najvišja uvrstitev | Najvišja uvrstitev |
| Naslov                                             | Leto | AVS                | AVT                | KAN                | NIZ                | NEM                | IRL                | NZ                 | ŠVE                | VB                 | ZDA                |
| -------------------------------------------------- | ---- | ------------------ | ------------------ | ------------------ | ------------------ | ------------------ | ------------------ | ------------------ | ------------------ | ------------------ | ------------------ |
| »I'm Alive« (Electric Light Orchestra)             | 1980 | 27                 | —                  | 7                  | 38                 | 16                 | 10                 | 32                 | —                  | 20                 | 16                 |
| »Magic« (Olivia Newton-John)                       | 1980 | 4                  | 20                 | 1                  | 13                 | 36                 | —                  | 4                  | 12                 | 32                 | 1                  |
| »Xanadu« (Olivia Newton-John in ELO)               | 1980 | 2                  | 1                  | 6                  | 1                  | 1                  | 1                  | 8                  | 3                  | 1                  | 8                  |
| »All Over the World« (ELO)                         | 1980 | 78                 | —                  | 3                  | 10                 | 28                 | 12                 | —                  | —                  | 11                 | 13                 |
| »Suddenly« (Olivia Newton-John in Cliff Richard)   | 1980 | 37                 | —                  | 60                 | —                  | —                  | 6                  | 30                 | —                  | 15                 | 20                 |
| »Don't Walk Away« (ELO)                            | 1980 | —                  | —                  | —                  | —                  | 52                 | 7                  | —                  | —                  | 21                 | —                  |
| "—" označuje kjer se single ni uvrstil na lestvico |      |                    |                    |                    |                    |                    |                    |                    |                    |                    |                    |

## Electric Light Orchestra
| - Jeff Lynne – solo vokali (razen pri »Xanadu«), spremljevalni vokali, električne kitare, akustične kitare, klaviature, sintetizatorji - Bev Bevan – bobni, tolkala, timpani - Richard Tandy – klavir, sintetizatorji, klaviature - Kelly Groucutt – bas kitara, spremljevalni vokali | Dodatno osebje - Olivia Newton-John – solo vokal pri »Xanadu« - Louis Clark – godala - Mack – inženir |

## Olivia Newton-John
| - Olivia Newton-John – solo vokali, spremljevalni vokali - John Farrar – električne kitare, sintetizatorji, spremljevalni vokali - David Hungate – bas kitara pri »Magic« in »Suspended in Time« - David McDaniel – bas kitara pri »Suddenly« - Ed Greene – bobni, tolkala (razen pri »Magic«) - Carlos Vega – bobni, tolkala pri »Magic« - Jai Winding – električni klavir pri »Suddenly« - Michael Boddicker – vocoder pri »Suddenly« | Dodatno osebje - Cliff Richard – duet pri »Suddenly« - Fee Waybill – duet pri »Dancin'« - Roger Steen – kitare pri »Dancin'« - Bill Spooner – kitare pri »Dancin'« - Michael Cotten – sintetizator pri »Dancin'« - Gene Kelly – duet pri »Whenever You're Away from Me« - Lou Halmy – žvižganje pri »Whenever You're Away from Me« - Richard Hewson – godalni aranžmaji, dirigent - David J. Holman – inženir in miks |